# The First Frost
《难哄》 (en anglès: The first frost) és una sèrie de televisió xinesa de drama romàntic juvenil que s'estrenà el 2025 a la Xina continental. Produïda per Wow Ji Ji Wa, amb la col·laboració de Youku i Hunan Yinhe Kuyu Cultural Media Co., Ltd., la sèrie està dirigida per Qu Youning, amb Jiang Ruizhi com a codirector. Els protagonistes principals són Bai Jingting, Zhang Ruonan, Zhang Miaoyi i Chen Haosen, amb una aparició especial de Zhai Xiaowen.
L'argument està basat en la novel·la homònima de l'autora Zhu Yi, publicada a Jinjiang Literature City, i narra la història del retrobament entre Wen Yifan i Sang Yan després de molt de temps separats.
La sèrie s'estrenà simultàniament a Youku i Netflix el 18 de febrer de 2025.

## Repartiment

### Personatges Principals
| Actor               | Personatge         | Resum |
| ------------------- | ------------------ | --- |
| 白敬亭Báijìngtíng   | 桑延 Sāng yán      | Des de petit, va créixer en una família acomodada i feliç. Li agradava fer bromes a la seva germana petita, Sang Zhi, però sempre demostrava ser una persona fiable en els moments clau. Als vint-i-cinc anys, Sang Yan s'ha tornat més madur i lleial. Amb un excel·lent rendiment acadèmic, després de graduar-se es va dedicar principalment a la indústria dels videojocs i treballa a la mateixa empresa que Su Hao'an. A més, com a activitat secundària, va obrir un bar juntament amb Su Hao'an, que es converteix en un lloc crucial per al seu retrobament amb Wen Yifan. Tot i que sembla despreocupat i indiferent, en realitat porta nou anys guardant en secret els seus sentiments per l'única noia que li ha robat el cor, Wen Yifan. |
| 章若楠 Zhāng ruònán | 溫以凡 Wēn yǐ fán  | Té els sobrenoms de Shuangjiang, Ajiang i Diandian. Sempre és amable i càlida amb els altres, però manté una certa distància emocional amb tothom. A l'institut va conèixer Sang Yan i, tot i que sentia una atracció per ell, un esdeveniment la va fer sentir insegura i va deixar de contactar-hi. Després de graduar-se a la universitat, es va convertir en periodista. Per una sèrie de coincidències, es retroba amb Sang Yan i fins i tot acaben compartint pis com a companys de lloguer. Ara, més forta i madura, decideix superar les ferides del passat i, amb coratge, fer el primer pas cap al noi que sempre li ha agradat. |
| 陳昊森 Chénhàosēn   | 蘇浩安 Sū hào'ān   | Germà de Sang Yan i amic de Wen Yifan. Coneix Sang Yan des de l'educació secundària i després van ingressar a la mateixa escola secundària i universitat. Fins i tot en l'àmbit laboral mantenen el contacte freqüent i junts van obrir un bar anomenat "Jiabian" (que significa "hores extres"). Una nit, després d'emborratxar-se, va acabar dormint al mateix llit que Zhong Siqiao. Mentre fingia ser la seva xicota, tots dos van començar a conèixer-se millor i, a poc a poc, van desenvolupar sentiments l'un per l'altre. |
| 張淼怡 Zhāngmiǎoyí  | 鍾思喬 Zhōngsīqiáo | És la millor amiga de Wen Yifan. Totes dues van créixer juntes amb un altre noi, Xiang Lang, formant un trio d’amics inseparables des de la infantesa. Quan Wen Yifan era assetjada per rumors malintencionats, ella sempre estava al seu costat per consolar-la i ajudar-la, tot mantenint la seva amistat dins dels límits del que significa ser una veritable amiga. La seva feina consisteix a ajudar els altres. A causa d’un malentès, va confondre una polsera que Xiang Lang havia regalat a Wen Yifan amb un regal d’aniversari per a ella, fet que la va portar a desenvolupar sentiments per ell. Més tard, va aprofitar una oportunitat per confessar-li el seu amor, però va ser rebutjada. Després de conèixer el dolor i les experiències difícils de Su Hao'an, va trobar la seva pròpia manera d’ajudar-lo i guarir les seves ferides emocionals. |
| 翟瀟聞 Díxiāowén    | 向朗 Xiàng lǎng    | Va créixer juntament amb Wen Yifan i Zhong Siqiao des de petits, formant un grup d’amics inseparables. Estava enamorat de Wen Yifan i va estudiar a l’estranger als Estats Units durant un temps. Quan va tornar al país, va reunir el coratge per confessar els seus sentiments a Wen Yifan. No obstant això, ella el va rebutjar suaument, argumentant que no es coneixien prou, que volia preservar la seva amistat de tres i que, en aquell moment, no tenia intenció de començar una relació. Després d’això, va decidir sol·licitar un trasllat dins de l’empresa i es va traslladar a la sucursal de Hong Kong per treballar. |

### Altres actors
| Actor                        | Personatge          | Resum |
| ---------------------------- | ------------------- | --- |
| 原野 Yuányě                  | 穆承允 Mù chéng yǔn | Una antiga estrella infantil, estudiant de curs inferior a Sang Yan i becari a la televisió de Nanwu. Va conèixer Wen Yifan per primera vegada en un moment crític, quan ella estava sent assetjada per un acosador, i ell va intervenir per ajudar-la. Més tard, es va enamorar d’ella i va començar a buscar tota mena d’excuses per estar al seu costat, fins i tot intentant tenir contacte físic amb ella sense considerar els seus sentiments. Sempre va creure que era més adequat que Sang Yan per ser el nòvio de Wen Yifan. No obstant això, quan va descobrir que Wen Yifan i Sang Yan estaven junts, es va sentir desconcertat i no podia entendre per què ella l’havia triat. Més tard, va comprendre que Sang Yan i Wen Yifan s'agradaven des de l'institut. Així, va demanar perdó a Wen Yifan pel seu comportament i els va donar la seva benedicció a tots dos. Finalment, va deixar la televisió de Nanwu per perseguir el seu somni de convertir-se en actor. |
| 吴宇恒 Wúyǔ héng             | 段嘉许 Duàn jiāxǔ   | El company d’habitació de Sang Yan a la universitat, li agrada Sang Zhi. El seu sobrenom és Duan Lao Gou, té una personalitat freda i distant, però és fidel als seus sentiments. Després de retrobar-se amb Sang Zhi a Yihe, es converteixen en parella. |
| 劉楚恬 Liúchǔtián            | 桑稚 Sāng zhì       | Té el malnom de Zhi Zhi i és la germana petita de Sang Yan, amb qui sovint es baralla de paraula. Va anar a estudiar a la universitat a Yihe, on es va retrobar amb Duan Jiaxu, el millor amic del seu germà, i van començar una relació. |
| 秦沛 Qín pèi                 | 蘇皓家 Sū hào jiā   | L’avi Su. Li agrada ballar, però sovint discuteix expressament amb l’àvia Su, fins al punt que ni tan sols la crida pel seu malnom afectuós. Això fa que l’àvia Su cregui, erròniament, que ell ja no l’estima. Més tard, a l’avi Su li diagnostiquen la fase inicial de la malaltia d'Alzheimer (també coneguda com a demència senil) i fins i tot oblida com utilitzar el mòbil. A mesura que la malaltia avança, comença a témer perdre els records sobre les coses que agraden a l’àvia Su i els moments feliços que han compartit junts. Per conservar aquestes memòries, decideix anotar-les en un quadern i recrear, tant com sigui possible, l’ambient de la seva vida en comú. Per això, torna a col·locar els mobles que solien utilitzar i omple la casa amb objectes que sap que a ella li encanten, creant un espai ple de records, amb la por que algun dia tot això desaparegui de la seva ment. Finalment, confessa la veritat a l’àvia Su i, gràcies a això, tots dos es reconcilien. |
| 鮑起靜 Bàoqǐjìng             | 江汝 Jiāng rǔ       | Àvia Su. Com que li agradava riure, el seu marit, l'avi Su, li va posar el sobrenom de "Xiaoxiao". Estimava profundament l'avi Su, però sentia que ell ja no la volia com abans, així que va decidir viatjar pel món i intentar ajudar l'avi Su a estar amb la professora de dansa, la tia Qin. Després de començar el seu viatge sola, es va adonar que no estava feliç, ja que sempre pensava en la seva família i desitjava tornar a la llar càlida, però no trobava l'oportunitat de fer-ho. Més tard, Zhong Siqiao i Su Hao'an li van explicar sobre la malaltia de l'avi Su i tot el que ell havia fet per ella. L'àvia Su es va emocionar molt i va decidir tornar a casa. Finalment, va reconciliar-se amb l'avi Su i van recuperar la seva relació. |
| 馮韻之 Féngyùnzhī            | 趙媛冬 Zhàoyuàndōng | La mare de Wen Yifan. Poc després de la mort del seu marit, va tornar a formar una nova família, vivint amb el seu segon marit, la seva filla adoptiva Zheng Kejia i el fill més petit Zheng Kexin. Va portar Wen Yifan a casa dels Zheng amb l'esperança que s'integrés a la seva nova família. No obstant això, després de viure-hi durant un temps, Wen Yifan va sentir que la seva mare adoptiva preferia més la seva filla adoptiva i no li donava gaire afecte. Així que va confiar Wen Yifan primer a la seva àvia i després a la casa del seu oncle per ser cuidada. Ella sempre va creure que la família de l'oncle cuidava bé de Wen Yifan, fins que va descobrir que aquesta família, juntament amb Che Xingde, havia estat assetjant Wen Yifan durant molt de temps i no va fer cas a les seves queixes. Això va fer que Wen Yifan no volgués veure-la més, però ella no era conscient del problema. Finalment, després de ser traïda pel seu segon marit, va intentar recuperar la seva relació amb Wen Yifan, però va acabar sent rebutjada per ella. |
| 陳嘉男 Chén jiānán           | 蘇恬 Sū tián        | Companya de Wen Yifan. Després del divorci, va descobrir que estava embarassada. A causa de problemes de salut, els metges li van recomanar una cesària, però ella va insistir a tenir el nen de manera natural i, finalment, va donar a llum a una filla preciosa. Durant aquest temps, un company que l'havia estat cuidant en silenci va declarar els seus sentiments per ella, i els dos van decidir criar junts la nena. |
| 魏浚笙 Wèijùnshēng           | 阿森 Āsēn           | Professor de dansa de Hong Kong, de caràcter optimista i alegre, sempre disposat a ajudar els altres. Va ser membre de la segona companyia del New York Ballet, on va entrenar durant quatre anys. Estava a punt de ser ascendit a la companyia principal quan, un mes abans d'una gira a París, va patir un accident. En aquell moment, estava preparant-se per comprar un entrecot per celebrar la seva ascensió, però va ser atropellat per un vehicle descontrolat, patint greus lesions a la cama que li van impedir continuar la seva carrera a l'escena. Després de recuperar-se, va traslladar-se a Hong Kong, on es va dedicar a la docència de ballet, centrant-se a ensenyar als nens. Més endavant, quan Wen Yifan va arribar a Hong Kong, van començar a ensenyar ballet junts. Durant aquest temps, no només va compartir els seus valors, sinó que també va ajudar Wen Yifan a superar les dificultats amb la seva personalitat optimista i alegre, ajudant-la a reprendre les seves forces i afrontar la vida novament. |
| 孔琳 Kǒng lín                | 车雁琴 Chē yàn qín  | L'avi materna de Wen Yifan. A petició de la mare de Wen Yifan, Zhao Yuandong, s'encarregava de cuidar-la. No obstant això, no només va utilitzar els fons proporcionats pel pare de Wen Yifan per finançar una cirurgia, sinó que també va destinar una part dels diners a pagar les despeses d'estudi del seu propi fill. Al mateix temps, va sotmetre Wen Yifan a una constant pressió psicològica i verbal. Finalment, va ser arrestada per la seva implicació en el terrible cas de Che Xingde. |
| 李虹辰 Lǐhóngchén            | 車興德 Chē xìng dé  | L'oncle de Wen Yifan. Quan Wen Yifan era a l'institut, ell tenia intencions indecoroses cap a ella. Tot i que Wen Yifan i la seva família per part de pare sabien perfectament les seves intencions, no s'atrevien a expressar el seu descontentament ni a enfrontar-se directament amb ell, ja que havia ajudat la família del seu oncle en el passat. Un dia, va irrompre a l'habitació de Wen Yifan amb la intenció de agredir-la. Sortosament, la família de l'oncle va tornar a casa abans del que esperaven i va evitar els seus actes malèfics. Wen Yifan, amb coratge, va denunciar-lo a la policia i va ser arrestat, deixant a Wen Yifan amb una profunda marca psicològica. Anys després, quan Wen Yifan estava informant sobre l'incident de l'esfondrament de Beiyu Mountain a la nit, va ser vista per ell per casualitat a l'Hospital de Beiyu. Va cridar el nom de Wen Yifan i va aprofitar l'ocasió per fer-li una foto, que posteriorment va enviar-li. Després va marxar a Nánwú, on es va allotjar a casa de la mare de Wen Yifan. Alimentant-se del ressentiment i creient que Wen Yifan el va denunciar, el que va portar a la seva condemna, va intentar trobar Wen Yifan per venjar-se. Quan Wen Yifan estava informant sobre un accident de trànsit, ell era un dels involucrats en l'incident. El pitjor va ser quan va descobrir que Wen Yifan treballava a una cadena de televisió. Va aconseguir arribar fins a la planta baixa de la televisió per postular-se com a vigilant de seguretat i va anar al restaurant de Sang Yan per perseguir i assetjar Wen Yifan, fins al punt de fer que els seus amics sabotegin el restaurant de Sang Yan, creant problemes de seguretat alimentària. També va assetjar altres dones, inclosa la seva cunyada, Zeng Yi. Fins i tot va intentar estrangular Zeng Yi, però gràcies a l'arribada oportuna de Che Yanqin, Zeng Yi va ser salvada. També va assetjar i matar la companya de classe de Wen Yifan a l'institut, Guo Ling, i després, juntament amb Che Yanqin, van enterrar el seu cos. Finalment, Zeng Yi va gravar proves de tot això i va denunciar els seus crims, el que va portar a la seva detenció. |
| 索朗美淇 Suǒ lǎng měi shuāng | 王琳琳 Wánglínlín   | Exnòvia de Su Hao'an i excompanya de pis de Wen Yifan. Va trencar diverses vegades amb Su Hao'an per petites baralles, però mai va durar més de tres dies. Sempre que Su Hao'an li comprava un bolso, es reconciliaven. Tot i tenir nòvio, no té gaire sentit dels límits amb els homes i sempre està envoltada de molts suposats "cosins", amb qui manté relacions ambiguament properes. |

## Bandes sonores de la sèrie de televisió
| 1.  | «《任性》» (Cançó principal)            | 五月天                   |  |
| 2.  | «《是你》» (片尾曲)                     | 李宇春                   |  |
| 3.  | «《只在今夜》» (自愈曲)                 | 毛不易                   |  |
| 4.  | «《像晴天像雨天》» (心动曲)             | 汪苏泷                   |  |
| 5.  | «《晚点》» (伤痕曲)                     | 张碧晨                   |  |
| 6.  | «《倔强》» (悸动曲)                     | 陈珊妮                   |  |
| 7.  | «《隐形人》» (等待曲)                   | 白敬亭                   |  |
| 8.  | «《一切的一切》» (友情曲)               | 章若楠、张淼怡           |  |
| 9.  | «《除了你之外我没喜欢过别人》» (想念曲) | 赵磊、Plantilla:Link-yue |  |
| 10. | «《看着我》» (暖昧曲)                   | 严艺丹                   |  |
| 11. | «《Crush》» (倾心曲)                    | 陈昊森                   |  |
| 12. | «《My Dear》» (重逢曲)                  | 张洢豪                   |  |
| 13. | «《想悄悄住进你的灵魂》» (守护曲)       | 萧秉治                   |  |
| 14. | «《雨滴中有你》» (回忆曲)               | Crispy脆乐团             |  |

## Promoció i producció
- El 3 d'agost de 2023, l'equip de la sèrie 《难哄》 va publicar una declaració oficial al seu compte de Weibo, en què deia: "Actualment, la sèrie encara es troba en la fase de treball de guió. Pel que fa als rumors que es difonen a Internet, esperem que tothom no faci suposicions exagerades. Tot s'ha de basar en la informació oficial. Com a productors de la sèrie, seguirem l'objectiu de fer un bon contingut, escoltarem humilment les suggerències de totes les parts i treballarem per oferir una obra excel·lent als espectadors. Quan hi hagi informació confirmada, la publicarem de seguida."[6]
- El 24 de març de 2024, 《难哄》 es va anunciar oficialment i es van publicar tres pòsters dels personatges. 《难哄》 s'emetrà en exclusiva a Youku.[7]
- El 27 de juny de 2024 es va publicar el repartiment de actors i el primer tràiler.[8]
- El 10 de setembre de 2024, 《难哄》 es va presentar a la programació anual de Youku de 2025.[9]
- El 5 de desembre de 2024, 《难哄》 va passar la revisió.[10]
- El 29 de desembre de 2024, es va llançar el tema principal de 《難哄》, titulat "任性" (Rebel·lia), escrit i compost per Ah Shin de Mayday, i interpretat pel mateix grup Mayday.[11]
- El 12 de febrer de 2025, es va anunciar que 《難哄》 s'estrenaria el 18 de febrer a Youku com a emissió exclusiva, juntament amb la publicació del tràiler de l'estrena.[12]
- El 13 de febrer de 2025, la cançó final de 《難哄》, titulada 《是你》 i interpretada per Li Yuchun, va ser publicada.[13]
- El 14 de febrer de 2025, es va llançar la cançó "像晴天像雨天" (Com un dia assolellat, com un dia de pluja) de la sèrie 《难哄》, escrita, composta, produïda i interpretada per Wang Sulong.[14]

## Observació
1. ↑  原曲为孙燕姿于2005年发行专辑《完美的一天》所收录之《隐形人》。